# Radio Télévision Belge Francophone
A RTBF é uma emissora de rádio e televisão pública belga que transmite para a comunidade de língua francesa da Bégica, na Valônia e em Bruxelas. Sua contraparte de língua neerlandesa em Flandres é a VRT, e na comunidade de língua alemã é a BRF. O canal é membro activo da União Europeia de Rádiodifusão (EBU), e responsável pela presença do seu país na Eurovisão.

## Canais de Televisão
| Logótipo | Canal         | Descrição | Fundação                         |
| -------- | ------------- | --- | -------------------------------- |
|          | La Une        | Principal canal da RTBF, com programação com predominância nas notícias, dramaturgia, documentários e filmes.                                                                                 | 31 de outubro de 1953 (71 anos)  |
|          | La Deux       | Programação consistida em talkshows, dramaturgia, séries americanas e britânicas, notícias, desporto, filmes e programação juvenil.                                                           | 26 de março de 1977 (47 anos)    |
|          | La Trois      | Programação consistida em repetições e simultâneos com a La Une e La Deux e também programação original produzida para o canal. Também transmite filmes, programas culturais e documentários. | 30 de novembro de 2007 (17 anos) |
|          | Arte Belgique | Versão belga do mesmo canal cultural franco-alemão. | 25 de setembro de 2006 (18 anos) |
|          | La Une HD     | Simultâneo em alta definição da La Une. | 16 de dezembro de 2011 (13 anos) |
|          | La Deux HD    | Simultâneo em alta definição da La Deux. | 16 de dezembro de 2011 (13 anos) |
|          | La Trois HD   | Simultâneo em alta definição da La Trois. | 16 de dezembro de 2011 (13 anos) |

## Canais de Rádio

### Analógico e digital
| Logótipo | Estação            | Descrição | Fundação                          |
| -------- | ------------------ | --- | --------------------------------- |
|          | La Première        | Estação de rádio generalista, especializada em informação.                                                         | 24 de novembro de 1923 (101 anos) |
|          | VivaCité           | Estação que transmite música pop, informação regional e desporto.                                                  | 29 de fevereiro de 2004 (21 anos) |
|          | Classic 21         | Estação orientada para as artes e cultura, emitindo música erudita principalmente clássica e jazz, mas também pop. | 1 de abril de 2004 (20 anos)      |
|          | Pure FM            | Estação orientada para a música pop, rock, hip hop, R&B e música electrónica.                                      | 1 de abril de 2004 (20 anos)      |
|          | Musiq'3            | Estação orientada para a música clássica.                                                                          | 1 de outubro de 1961 (63 anos)    |
|          | RTBF International | Estação dedicada ás comunidades franco-belgas espalhadas pelo mundo.                                               | 1 de abril de 2004 (20 anos)      |

### Apenas digital
| Logótipo | Estação               | Descrição                                                                           | Fundação |
| -------- | --------------------- | ----------------------------------------------------------------------------------- | -------- |
|          | Francofolies          | Apenas disponível durante o festival de Francofolies em Spa todos os anos em Julho. |          |
|          | Franco'Sphere         | 100% música francesa.                                                               |          |
|          | Classic 21 60's       | Música dos anos 1960.                                                               |          |
|          | Classic 21 70's       | Música dos anos 1970.                                                               |          |
|          | Classic 21 80's       | Música dos anos 1980.                                                               |          |
|          | Classic 21 Classiques | Música rock                                                                         |          |
|          | OUFtivi               | Música dirigida para os jovens.                                                     |          |
|          | Pure FM 2             | Estação dirigida aos novos talentos                                                 |          |